# Terryville (Nueva York)
Terryville es un lugar designado por el censo (o aldea) ubicado en el condado de Suffolk en el estado estadounidense de Nueva York. En el año 2000 tenía una población de 10,589 habitantes y una densidad poblacional de 1,273.7 personas por km².

## Geografía
Terryville se encuentra ubicada en las coordenadas 40°59′19″N 73°2′55″O / 40.98861, -73.04861. Según la Oficina del Censo, la ciudad tiene un área total de 8,3 km² (3,2 mi²), de la cual 8,3 km² (3,2 mi²) es tierra y 0 km² (0 mi²) (0%) es agua.